# Charles Goodyear
Charles Goodyear (New Haven (Connecticut), 29 december 1800 – New York, 1 juli 1860) was een Amerikaan die bekend is geworden als uitvinder van het vulkaniseren van rubber, waarvoor hij op 15 juni 1844 een octrooi ontving. Na zijn overlijden werd de bandenfabriek Goodyear opgericht, die als een hommage aan zijn persoon kan worden gezien.
Charles Goodyear experimenteerde lange tijd met het verwerken van rubber, in zijn huis in Philadelphia en in New Haven. Hiermee maakte hij voornamelijk rubberschoenen, die echter van onvoldoende kwaliteit waren, tot hij in 1838 ontdekte dat vulkaniseren met zwavel een veel stabieler en werkbaarder product opleverde.
Zijn vulkanisatieproces werd echter door de Britse uitvinder Thomas Hancock overgenomen toen deze in bezit kwam van monsters die door Goodyear naar Engeland waren overgebracht. Hancock diende ruim acht weken eerder een patentaanvraag in dan Goodyear. Later werd deze aanvraag door Goodyear betwist. Goodyear verloor uiteindelijk de rechtszaak en overleed in 1860 met 200.000 dollar aan schulden. Het bedrijf Goodyear Tire and Rubber Co. werd als hommage aan zijn persoon opgezet. Het bedrijf heeft echter geen banden met de familie Goodyear.
- Bibliothèque nationale de France: cb10436222s (data)
- Gemeinsame Normdatei: 117549649
- International Standard Name Identifier: 0000 0000 6158 1487
- Library of Congress Control Number: n80061814
- Nationale Bibliotheek van Israël: 987007272916005171
- SNAC: w6jw8sjg
- Système universitaire de documentation: 241470064
- Virtual International Authority File: 20460564
- WorldCat: E39PBJjxqWhCrfTWqd7WG8pkjC